# إيدا إردم
إيدا إردم (مواليد 22 يونيو 1987) هي لاعبة كرة طائرة تركية تلعب في نادي فنربخشة.